# Fieseler Fi 253
Il Fieseler Fi 253 "Spatz" era un monomotore biposto da turismo leggero ad ala alta sviluppato dall'azienda tedesca Gerhard-Fieseler-Werke nei tardi anni trenta.
Realizzato su iniziativa del titolare Gerhard Fieseler era destinato, secondo le intenzioni, a riproporre sul mercato dell'aviazione generale un modello dalle caratteristiche più vicine alle reali esigenze di trasporto da diporto.

## Storia del progetto
Tra gli anni venti e gli anni trenta la Gerhard-Fieseler-Werke realizzò numerosi modelli destinati al mercato civile alcuni dei quali riscossero un buon successo di mercato pur non raggiungendo numeri di produzione di massa. Molti di questi modelli erano tuttavia indirizzati ad un uso specialistico e, seppur fosse rispettata la loro vocazione turistica, si rivolgevano ad un utilizzo prettamente sportivo presentando caratteristiche tali da poter partecipare alle competizioni, anche di acrobazia aerea, riservate alla categoria.
Nel 1937 Gerhard Fieseler, titolare dell'azienda che portava il suo nome, ritenne di avviare lo sviluppo di un nuovo modello che potesse essere più accessibile, grazie alla sua semplicità costruttiva ed un conseguente minor costo di produzione, ad una più ampia fascia di potenziali acquirenti, un velivolo ideato per essere "popolare".
Il modello, identificato Fi 253 come da convenzioni Reichsluftfahrtministerium (RLM), risultò un compatto monomotore ad ala alta realizzato in tecnica mista, con la fusoliera realizzata con struttura in tubi di acciaio saldato ricoperta da tela trattata che integrava la cabina di pilotaggio a due posti affiancati abbinata ad un'ala in legno, anch'essa ricoperta in tela, controventata da una coppia di aste per lato ed un semplice carrello d'atterraggio biciclo, fisso ed ammortizzato, integrato da un pattino d'appoggio posteriore. La motorizzazione era affidata ad un motore di bassa potenza, uno Zündapp Z 9-092 4 cilindri in linea raffreddato ad aria in grado di erogare 50 CV (37 kW), sufficienti comunque per le caratteristiche del velivolo.
Il primo prototipo, Fi 253 V1, venne portato in volo per la prima volta il 4 novembre 1937 ed i buoni risultati ottenuti nelle prove convinsero Fieseler di avviare la produzione di altri esemplari atti a sperimentare altre soluzioni tecniche come le semiali ripiegabili all'indietro per facilitare le operazioni di hangaraggio.
Tuttavia l'inizio della Campagna di Polonia ed il conseguente avvio di quella che sarebbe diventata la Seconda guerra mondiale costrinsero l'azienda a dare priorità ai modelli militari destinati alla Luftwaffe e la produzione in serie del Fi 253 venne rimandata senza più essere avviata attestandosi su un totale di soli sei esemplari. Questi vennero principalmente utilizzati dall'azienda come aerei da collegamento a disposizione dei piloti collaudatori aziendali per spostarsi da uno stabilimento all'altro.